# Gin’iro no kami no Agito
Gin’iro no kami no Agito (jap. 銀色の髪のアギト Gin’iro no kami no Agito; znany także jako Origin: Spirits of the Past) – film animowany z gatunku fantastyki naukowej z 2006 roku, wyprodukowany przez studio Gonzo. Film miał swoją premierę 7 stycznia 2006 roku w Japonii.
Film ten był również nominowany do nagrody na ceremonii Międzynarodowego Festiwalu Filmów Animowanych w Annecy w 2006 roku w kategorii film pełnometrażowy. Inne nominowane w tej kategorii filmy to: Asterix i wikingowie, Gekijōban ×××HOLiC manatsu no yoru no yume, Wallace i Gromit oraz zwycięzca: Renaissance.
W Polsce film ten miał swoją premierę na kanale Hyper dnia 26 grudnia 2006 roku.

## Fabuła
Eksperymenty genetyczne na drzewach w celu zwiększenia ich odporności na zanieczyszczenia i trudne warunki w bazie na księżycu sprawiają, że drzewa zyskują samoświadomość. W rezultacie niszczą księżyc, po czym docierają na Ziemię i niszczą ludzkie cywilizacje. Trzysta lat później, Japonia jest dystopią pokrytą Lasem i rządzona przez drzewo-podobne istoty, które zamieszkują całą planetę i kontrolują zapasy wody. Agito, młody chłopak, jego ojciec Agashi, oraz przyjaciele, Cain i Minka, żyją w Neutral City, mieście pełnym zrujnowanych drapaczy chmur, które służy także jako punkt buforowy i most pomiędzy Lasem a zmilitaryzowanym narodem Ragna. Podczas gdy ludzie z Neutral City żyją w pokoju z drzewami Lasu, naród Ragna pragnie zniszczyć Las i przywrócić dawny porządek.
Pewnego dnia Agito i Cain ścigają się o to kto dobiegnie pierwszy do zbiornika z wodą. Przez naruszenie świętości miejsca i rozzłoszczenie strażników źródła, chłopcy zostają rozdzieleni. Wtedy Agito natyka się na ogromną maszynę hibernacyjną i przypadkowo budzi przebywającą w niej młodą dziewczynę o imieniu Tula, która spała w niej przez ostatnie 300 lat. Las gniewa się na Agito i obawia się, że dziewczyna wpadnie w ręce Shunacka, żołnierza z Ragny, który wykorzysta urządzenie posiadane przez Tulę do zniszczenia Lasu.

## Obsada
| Postać       | Seiyū            |
| ------------ | ---------------- |
| Agito        | Ryō Katsuji      |
| młody Agito  | Yumiko Kobayashi |
| Tula         | Aoi Miyazaki     |
| Yolda        | Yūko Kotegawa    |
| Cain         | Masaru Hamaguchi |
| Hajan        | Toshikazu Fukawa |
| Shunack      | Kenichi Endō     |
| Agashi       | Ren Ōsugi        |
| Minka        | Omi Minami       |
| Jessica      | Atsuko Yuya      |
| Berui        | Kurumi Mamiya    |
| Zerui        | Tomoko Kaneda    |
| Doktor Sakul | Hideyuki Tanaka  |
| Nabe Oyagi   | Mugihito         |
| Agohige      | Katsuhisa Hōki   |
| Kuchihige    | Takehiro Koyama  |
| Oyakata      | Hiroshi Naka     |
| Żołnierz     | Mitsuaki Hoshino |
| Konferansjer | Yukari Horie     |

## Ścieżka dźwiękowa
Ścieżka dźwiękowa do filmu została skomponowana przez Taku Iwasakiego i została wydana niezależnie 7 stycznia 2006 roku przez Victor Entertainment. Utwory zawarte na płycie zostały wykonane przez Orkiestrę Symfoniczną Filharmonii Narodowej. Na wydanej płycie znajdują się także dwa utwory wykonywane przez KOKIĘ, które również pojawiają się w filmie.
| Giniro no Kami no Agito - Original Soundtrack | Giniro no Kami no Agito - Original Soundtrack                                              | Giniro no Kami no Agito - Original Soundtrack | Giniro no Kami no Agito - Original Soundtrack |
| Nr                                            | Tytuł utworu                                                                               | Śpiew                                         | Długość                                       |
| --------------------------------------------- | ------------------------------------------------------------------------------------------ | --------------------------------------------- | --------------------------------------------- |
| 1.                                            | „Mori no Kioku (jap. 森の記憶)”                                                            |                                               |                                               |
| 2.                                            | „Chōwa oto ~with reflection~ (jap. 調和 oto～with reflection～)”                           | KOKIA                                         |                                               |
| 3.                                            | „Agito to Cain (jap. アギトとカイン Agito to Kain)”                                        |                                               |                                               |
| 4.                                            | „Druid (jap. ドルイド Doruido)”                                                            |                                               |                                               |
| 5.                                            | „Tula (jap. トゥーラ Tūra)”                                                                |                                               |                                               |
| 6.                                            | „Daikōzui (jap. 大洪水)”                                                                   |                                               |                                               |
| 7.                                            | „Chūritsu toshi (jap. 中立都市)”                                                           |                                               |                                               |
| 8.                                            | „Taizai kyoka (jap. 滞在許可)”                                                             |                                               |                                               |
| 9.                                            | „Ragna gun (jap. ラグナ軍 Raguna gun)”                                                     |                                               |                                               |
| 10.                                           | „Hōshi katsudō (jap. 奉仕活動)”                                                            |                                               |                                               |
| 11.                                           | „Agito to Tula 1 (jap. アギトとトゥーラ1 Agito to tūra 1)”                                 |                                               |                                               |
| 12.                                           | „Agashi (jap. アガシ)”                                                                     |                                               |                                               |
| 13.                                           | „Kako kara kita otoko (jap. 過去から来た男)”                                               |                                               |                                               |
| 14.                                           | „Sudachi (jap. 巣立ち)”                                                                    |                                               |                                               |
| 15.                                           | „Tria City (jap. トリアシティ Toriashiti)”                                                 |                                               |                                               |
| 16.                                           | „Minka no kanashimi (jap. ミンカの悲しみ)”                                                 |                                               |                                               |
| 17.                                           | „Jukan shinden (jap. 樹冠神殿)”                                                            |                                               |                                               |
| 18.                                           | „Kyōkatai (jap. 強化体)”                                                                   |                                               |                                               |
| 19.                                           | „Agito to Tula 2 (jap. アギトとトゥーラ1 Agito to tūra 2)”                                 |                                               |                                               |
| 20.                                           | „Chikara no bōsō (jap. 力の暴走)”                                                          |                                               |                                               |
| 21.                                           | „Yolda no omoi (jap. ヨルダの想い Yoruda no omoi)”                                         |                                               |                                               |
| 22.                                           | „Tsuki ga kowareta hi (jap. 月が壊れた日)”                                                 |                                               |                                               |
| 23.                                           | „Chikyū ryokka Project (jap. 地球緑化プロジェクト Chikyū ryokka purojekuto)”               |                                               |                                               |
| 24.                                           | „Isutōku shidō (jap. イストーク始動)”                                                      |                                               |                                               |
| 25.                                           | „Sōkōgeki (jap. 総攻撃)”                                                                   |                                               |                                               |
| 26.                                           | „Isutōku o yamero (jap. イストークを止めろ)”                                               |                                               |                                               |
| 27.                                           | „Daifunka ~Agito to Tula 3~ (jap. 大噴火～アギトとトゥーラ3～ Daifunka ~agito to tūra 3~)” |                                               |                                               |
| 28.                                           | „Bokutachi no mirai no tame ni (jap. 僕たちの未来のために)”                                |                                               |                                               |
| 29.                                           | „Mori to hito o tsunagu mono (jap. 森と人をつなぐもの)”                                    |                                               |                                               |
| 30.                                           | „Ai no Melody (jap. 愛のメロディー Ai no merodī)” (Soundtrack ver.)                        | KOKIA                                         |                                               |
| 31.                                           | „Bonus track: M-10a～M10b (jap. ボーナストラック：M-10a～M10b Bōnasutorakku: M-10a～M10b)” |                                               |                                               |
| 32.                                           | „Bonus track: M-21a (jap. ボーナストラック：M-21a Bōnasutorakku: M-21a)”                   |                                               |                                               |
| 33.                                           | „Bonus track: M-21b (jap. ボーナストラック：M-21b Bōnasutorakku: M-21b)”                   |                                               |                                               |
| 34.                                           | „Bonus track: M-23 (jap. ボーナストラック：M-23 Bōnasutorakku: M-23)”                      |                                               |                                               |